# Eleição municipal de Duque de Caxias em 2024
A eleição municipal da cidade de Duque de Caxias em 2024 ocorreu no dia 6 de outubro (primeiro turno) com o objetivo de eleger um prefeito, um vice-prefeito e 29 vereadores responsáveis pela administração da cidade no mandato a se iniciar em 1° de janeiro de 2025 e com término em 31 de dezembro de 2028. O prefeito titular é Wilson Miguel, do MDB, vice-prefeito eleito em 2020 que assumiu o cargo em 1° de abril de 2022 com a renúncia do titular Washington Reis para disputar as eleições estaduais do ano de 2022 (renunciando após ter seu registro impugnado pelo Tribunal Regional Eleitoral) e assumir a secretaria estadual de Transportes e Mobilidade Urbana. Conforme a legislação eleitoral, Wilson esteve apto a disputar a reeleição, porém optou por não lançar sua candidatura.
O vencedor do pleito foi o candidato do MDB, Netinho Reis, com 54,08% dos votos válidos. O mesmo será empossado como o 35° prefeito da história da cidade.
Na manhã do dia 13 de dezembro de 2024, o prefeito eleito, Netinho Reis, foi alvo de uma operação da Polícia Federal contra suspeitos de compra de votos e lavagem de dinheiro nas eleições dos municípios da Baixada Fluminense.

## Calendário eleitoral
| Início        | Fim           | Atividades | Status    |
| ------------- | ------------- | --- | --------- |
| 7 de março    | 5 de abril    | Janela partidária para vereadores trocarem de partido visando concorrer às eleições sem perder o mandato. | Realizado |
| 6 de abril    | 6 de abril    | Data-limite para todas as legendas e federações partidárias obterem o registro dos estatutos no TSE e para todos os candidatos terem domicílio eleitoral na circunscrição em que desejam disputar as eleições com a filiação deferida pelo partido. | Realizado |
| 15 de maio    | 15 de maio    | Início da campanha de arrecadação prévia de recursos na modalidade de financiamento coletivo para pré-candidatos, sem realização de pedidos de voto e obedecendo a regras relativas à propaganda eleitoral na Internet.                             | Realizado |
| 20 de julho   | 5 de agosto   | Realização de convenções partidárias para deliberar sobre coligações e escolher candidatos às prefeituras e aos cargos de vereador. Os partidos têm até 15 de agosto para registrar os nomes na Justiça Eleitoral.                                  | Realizado |
| 16 de agosto  | 16 de agosto  | Início das campanhas eleitorais de forma igualitária, podendo qualquer publicidade ou manifestação com pedido explícito de voto antes da data ser considerada irregular e multada.                                                                  | Realizado |
| 30 de agosto  | 3 de outubro  | Veiculação da propaganda eleitoral gratuita no rádio e na televisão. | Realizado |
| 6 de outubro  | 6 de outubro  | Realização do primeiro turno das eleições municipais. | Realizado |
| 11 de outubro | 25 de outubro | Veiculação da propaganda eleitoral gratuita no rádio e na televisão para o segundo turno. | Realizado |
| 27 de outubro | 27 de outubro | Realização de um eventual segundo turno nas cidades com mais de 200 mil eleitores em que o candidato a prefeito mais votado não tenha atingido a metade mais um dos votos válidos.                                                                  | Realizado |

## Candidatos a prefeito

### Quadro de candidaturas
| Nº | Prefeito  | Prefeito        | Prefeito          | Prefeito | Vice-prefeito(a) | Vice-prefeito(a) | Vice-prefeito(a)      | Vice-prefeito(a)    | Vice-prefeito(a)                                      | Coligação Partido(s) | Tempo de horário eleitoral | Ref.   |
| Nº | Candidato | Candidato       | Partido Federação | Cargos relevantes | Candidato(a)     | Candidato(a)     | Candidato(a)          | Partido Federação   | Cargos relevantes                                     | Coligação Partido(s) | Tempo de horário eleitoral | Ref.   |
| -- | --------- | --------------- | ----------------- | --- | ---------------- | ---------------- | --------------------- | ------------------- | ----------------------------------------------------- | --- | -------------------------- | ------ |
| 15 |           | Netinho Reis    | MDB               | - Empresário |                  |                  | Aline do Aureo        | Solidariedade       | - Assistente social                                   | Força e União MDB, PL, Solidariedade, Republicanos, PSD, Federação PSDB Cidadania, PRD, PP, MOBILIZA, PODE, Agir, PDT e DC | 5 minutos e 50 segundos    | [ 10 ] |
| 40 |           | Wesley Teixeira | PSB               | - Educador social |                  |                  | Prof. Antônio Augusto | REDE Fed. PSOL REDE | - Professor de Ensino Superior                        | Frente Caxias com a Cara do Povo PSB, Federação PSOL REDE e UP                                                             | 47 segundos                | [ 11 ] |
| 43 |           | Zito            | PV FE Brasil      | - Prefeito de Duque de Caxias (1997–2004, 2009–2012); - Deputado estadual do Rio de Janeiro (1995–1996, 2007—2008, 2015—2018) |                  |                  | Aline Rangel          | PT FE Brasil        | - Presidente municipal do PT em Duque de Caxias       | Caxias Feliz FE Brasil (PT, PCdoB e PV) e Avante                                                                           | 1 minuto e 57 segundos     | [ 12 ] |
| 44 |           | Celso do Alba   | UNIÃO             | - Vereador de Duque de Caxias (2017–presente); - Presidente da Câmara de Vereadores de Duque de Caxias (2021–presente)        |                  |                  | Marcelo Dino          | UNIÃO               | - Deputado estadual do Rio de Janeiro (2019–presente) | União Para Avançar UNIÃO, PRTB, NOVO e PMB                                                                                 | 1 minuto e 23 segundos     | [ 13 ] |

## Transmissão
A veiculação da propaganda eleitoral gratuita entre 30 de agosto e 3 de outubro, em bloco e inserções, na televisão, vai ao ar pela Record Rio.

## Debates
Primeiro turno
No primeiro turno das eleições, serão consideradas aprovadas as regras, inclusive as que definirem o número de participantes, que obtiverem a concordância de pelo menos dois terços de candidatas e candidatos, no caso de eleição majoritária (cargo de prefeito), e de pelo menos dois terços dos partidos ou das federações com candidatas e candidatos, no caso de eleição proporcional (cargo de vereador).

Caso não seja possível um acordo, as emissoras de rádio e televisão devem podem apresentar debates em conjunto para o cargo de prefeito, estando presentes todas as candidatas e todos os candidatos, ou em grupos, com a presença de, no mínimo, três pessoas.
O debate organizado pelo portal Estúdio B acabou cancelado após três dos quatro candidatos não comparecerem ao encontro.
| Data           | Organizador(es) | Mediação        | Netinho Reis (MDB) | Zito (PV) | Celso do Alba (UNIÃO) | Wesley Teixeira (PSB) | Ref    |
| -------------- | --------------- | --------------- | ------------------ | --------- | --------------------- | --------------------- | ------ |
| 13 de setembro | Estúdio B       | Marlon Brum     | Cancelado          | Cancelado | Cancelado             | Cancelado             |        |
| 19 de setembro | G1              | Edimilson Ávila | Ausente            | Presente  | Presente              | Presente              | [ 17 ] |

## Pesquisas pré-eleitorais
As pesquisas buscam analisar como seria o resultado da eleição se ela ocorresse no dia em que os dados dos entrevistados foram coletados, não tendo como objetivo pela porcentagem de confiança, prever o resultado final da eleição.

### Primeiro turno
| Fonte              | Data(s) conduzidas | Amostragem | Reis MDB | Zito PV        | Alba UNIÃO | Wesley PSB | Abst. Indec. | Vantagem | Ref.   |     |    |   |     |     |        |
| ------------------ | ------------------ | ---------- | -------- | -------------- | ---------- | ---------- | ------------ | -------- | ------ | --- | -- | - | --- | --- | ------ |
| Fonte              | Data(s) conduzidas | Amostragem | Quaest   | 14-16/Jun/2024 | 750        | 23%        | Abst. Indec. | Vantagem | Ref.   | 40% | 8% | – | 29% | 17% | [ 18 ] |
| 20-23/Jul/2024     | 702                | 26%        | Quaest   | 37%            | 8%         | 2%         | 27%          | 11%      | [ 19 ] |     |    |   |     |     |        |
| AtlasIntel         | 20-25/Set/2024     | 800        | 31,3%    | 37,9%          | 18,3%      | 9,7%       | 2,8%         | 6,6%     | [ 20 ] |     |    |   |     |     |        |
| Viva Voz           | 12-16/Set/2024     | 800        | 38,9%    | 23,9%          | 12,8%      | 1,5%       | 23,7%        | 15%      | [ 21 ] |     |    |   |     |     |        |
| Real Time Big Data | 25-26/Set/2024     | 1000       | 39%      | 35%            | 13%        | 3%         | 10%          | 4%       | [ 22 ] |     |    |   |     |     |        |
| Gerp               | 30/Set-2/Out/2024  | 500        | 41%      | 28%            | 8%         | 1%         | 22%          | 13%      | [ 23 ] |     |    |   |     |     |        |

## Resultados

### Prefeitura
| Candidato(a)           | Candidato(a)           | Vice                           | 1º turno 6 de outubro de 2024 | 1º turno 6 de outubro de 2024 |
| Candidato(a)           | Candidato(a)           | Vice                           | Total                         | Porcentagem                   |
| ---------------------- | ---------------------- | ------------------------------ | ----------------------------- | ----------------------------- |
|                        | Netinho Reis (MDB)     | Aline do Aureo (Solidariedade) | 243.850                       | 54,08%                        |
|                        | Zito (PV)              | Aline Rangel (PT)              | 127.399                       | 28,25%                        |
|                        | Celso do Alba (UNIÃO)  | Marcelo Dino (UNIÃO)           | 56.352                        | 12,50%                        |
|                        | Wesley Teixeira (PSB)  | Prof. Antônio Augusto (REDE)   | 23.329                        | 5,17%                         |
| Total de votos válidos | Total de votos válidos | Total de votos válidos         | 450.930                       | 87,50%                        |
| → Votos em branco      | → Votos em branco      | → Votos em branco              | 23.250                        | 4,51%                         |
| → Votos nulos          | → Votos nulos          | → Votos nulos                  | 41.170                        | 7,99%                         |
| Total de votos         | Total de votos         | Total de votos                 | 515.350                       | 76,37%                        |
| Abstenções             | Abstenções             | Abstenções                     | 159.455                       | 23,63%                        |
| Total de inscritos     | Total de inscritos     | Total de inscritos             | 674.805                       | 100%                          |

### Vereadores eleitos
| Candidato(a) | Candidato(a)          | Partido       | Votos  | Cidade de origem | Unidade federativa/País |
| ------------ | --------------------- | ------------- | ------ | ---------------- | ----------------------- |
|              | Serginho              | MDB           | 24.734 | Duque de Caxias  | Rio de Janeiro          |
|              | Sandro Lelis          | MDB           | 12.094 | Duque de Caxias  | Rio de Janeiro          |
|              | Junior Reis           | MDB           | 11.180 | Duque de Caxias  | Rio de Janeiro          |
|              | Claudio Thomaz        | PRD           | 11.010 | Duque de Caxias  | Rio de Janeiro          |
|              | Valdecy Nunes         | MDB           | 9.703  | Duque de Caxias  | Rio de Janeiro          |
|              | Eduardo Moreira       | MDB           | 8.645  | Duque de Caxias  | Rio de Janeiro          |
|              | Delza de Oliveira     | MDB           | 7.887  | Duque de Caxias  | Rio de Janeiro          |
|              | Clovinho Sempre Junto | PDT           | 7.564  | Duque de Caxias  | Rio de Janeiro          |
|              | Marquinho Dentista    | Republicanos  | 7.504  | Duque de Caxias  | Rio de Janeiro          |
|              | Fernanda Costa        | MDB           | 7.355  | João Pessoa      | Paraíba                 |
|              | Junior Uios           | MDB           | 7.234  | Duque de Caxias  | Rio de Janeiro          |
|              | Dr Maurício           | PRD           | 7.074  | Duque de Caxias  | Rio de Janeiro          |
|              | Leandro Guimarães     | MDB           | 6.392  | Duque de Caxias  | Rio de Janeiro          |
|              | Juliana do Táxi       | PL            | 6.232  | Duque de Caxias  | Rio de Janeiro          |
|              | Catiti                | PDT           | 6.221  | Rio de Janeiro   | Rio de Janeiro          |
|              | Alex Freitas          | Republicanos  | 6.094  | Duque de Caxias  | Rio de Janeiro          |
|              | Giorgio Monteiro      | PP            | 5.968  | Rio de Janeiro   | Rio de Janeiro          |
|              | Vitinho Grandão       | PL            | 5.917  | Duque de Caxias  | Rio de Janeiro          |
|              | Michele Tavares       | PDT           | 5.826  | Rio de Janeiro   | Rio de Janeiro          |
|              | Beto Gabriel          | Solidariedade | 5.619  | Duque de Caxias  | Rio de Janeiro          |
|              | Naná                  | PL            | 5.382  | Rio de Janeiro   | Rio de Janeiro          |
|              | Carlinhos Da Barreira | UNIÃO         | 5.166  | Duque de Caxias  | Rio de Janeiro          |
|              | Chiquinho Caipira     | Solidariedade | 4.748  | Duque de Caxias  | Rio de Janeiro          |
|              | Michel Reis           | Solidariedade | 4.525  | Rio de Janeiro   | Rio de Janeiro          |
|              | Enfermeiro Leandro    | PRD           | 4.214  | Duque de Caxias  | Rio de Janeiro          |
|              | Wendell               | Solidariedade | 3.947  | Duque de Caxias  | Rio de Janeiro          |
|              | Marquinho Oi          | UNIÃO         | 3.916  | Cataguases       | Minas Gerais            |
|              | Moises Neguinho       | PP            | 3.773  | Duque de Caxias  | Rio de Janeiro          |
|              | Andréia Zito          | PV            | 3.624  | Duque de Caxias  | Rio de Janeiro          |

### Resultados por partido
|                        |                        |                 |                 |         |         |
| Nº                     | Partido                | Votos populares | Votos populares | Vagas   | ±       |
| Nº                     | Partido                | Votos           | %               | Vagas   | ±       |
| 15                     | MDB                    | 121.910         | 25,88%          | 9       | 2       |
| 25                     | PRD                    | 49.963          | 10,61%          | 3       | 3       |
| 77                     | Solidariedade          | 49.728          | 10,56%          | 4       | 1       |
| 12                     | PDT                    | 44.583          | 9,46%           | 3       | 3       |
| 22                     | PL                     | 38.235          | 8,12%           | 3       | 2       |
| 10                     | Republicanos           | 28.104          | 5,97%           | 2       | 1       |
| 44                     | UNIÃO                  | 26.614          | 5,65%           | 2       | 2       |
| 11                     | PP                     | 25.231          | 5,36%           | 2       | 2       |
| 45                     | PSDB                   | 15.070          | 3,2%            | 0       | 1       |
| 27                     | DC                     | 12.737          | 2,7%            | 0       | -       |
| 13                     | PT                     | 12.041          | 2,56%           | 0       | 1       |
| 43                     | PV                     | 10.904          | 2,31%           | 1       | 1       |
| 35                     | PMB                    | 8.349           | 1,77%           | 0       | 1       |
| 50                     | PSOL                   | 6.372           | 1,35%           | 0       | -       |
| 30                     | NOVO                   | 4.566           | 0,97%           | 0       | -       |
| 70                     | Avante                 | 3.340           | 0,71%           | 0       | -       |
| 65                     | PCdoB                  | 3.188           | 0,68%           | 0       | -       |
| 33                     | MOBILIZA               | 2.430           | 0,52%           | 0       | -       |
| 40                     | PSB                    | 2.416           | 0,51%           | 0       | -       |
| 80                     | UP                     | 776             | 0,16%           | 0       | -       |
| 28                     | PRTB                   | 757             | 0,16%           | 0       | -       |
| 55                     | PSD                    | 463             | 0,1%            | 0       | 1       |
| 18                     | REDE                   | 430             | 0,09%           | 0       | -       |
| 23                     | Cidadania              | 339             | 0,07%           | 0       | -       |
| 20                     | PODE                   | 299             | 0,06%           | 0       | -       |
| Total de votos válidos | Total de votos válidos | 471.050         | 91,40%          | 29      | 29      |
| Votos em branco        | Votos em branco        | 20.168          | 3,91%           | 29      | 29      |
| Votos nulos            | Votos nulos            | 24.132          | 4,68%           | 29      | 29      |
| Total de votos         | Total de votos         | 515.350         | 76,37%          | 29      | 29      |
| Abstenções             | Abstenções             | 159.455         | 23,63%          | 29      | 29      |
| Eleitorado apto        | Eleitorado apto        | 674.805         | 674.805         | 674.805 | 674.805 |